# Słowacja na Zimowych Igrzyskach Olimpijskich 1998
Słowację na Zimowych Igrzyskach Olimpijskich 1998 reprezentowało 37 zawodników w 7 dyscyplinach sportowych. Nie zdobyli żadnego medalu.

## Biathlon

### Mężczyźni
- Ľubomír Machyniak

| Konkurencja         | Zawodnik          | Czas      | Miejsce |
| ------------------- | ----------------- | --------- | ------- |
| Indywidualnie 10 km | Ľubomír Machyniak | 30:30,3   | 41      |
| Indywidualnie 20 km | Ľubomír Machyniak | 1:01:43,7 | 38      |

### Kobiety
- Martina Halinárová
- Tatiana Kutlíková
- Soňa Mihoková
- Anna Murínová

| Konkurencja          | Zawodniczka                                                      | Czas      | Miejsce |
| -------------------- | ---------------------------------------------------------------- | --------- | ------- |
| Indywidualnie 7,5 km | Soňa Mihoková                                                    | 23:42,3   | 4       |
| Indywidualnie 7,5 km | Martina Halinárová                                               | 23:54,5   | 7       |
| Indywidualnie 7,5 km | Anna Murínová                                                    | 23:56,7   | 9       |
| Indywidualnie 15 km  | Soňa Mihoková                                                    | 59:20,8   | 26      |
| Indywidualnie 15 km  | Martina Halinárová                                               | 1:01:56,5 | 46      |
| Indywidualnie 15 km  | Anna Murínová                                                    | 1:02:06,7 | 48      |
| Sztafeta 4 × 7,5 km  | Martina Halinárová Anna Murínová Tatiana Kutlíková Soňa Mihoková | 1:41:20,6 | 4       |

## Biegi narciarskie

### Mężczyźni
- Martin Bajčičák
- Ivan Bátory
- Ivan Hudač
- Stanislav Ježík
- Andrej Páricka

| Konkurencja           | Zawodnik                                                   | Czas      | Miejsce |
| --------------------- | ---------------------------------------------------------- | --------- | ------- |
| Bieg na 10 km         | Ivan Bátory                                                | 31:07,6   | 60      |
| Bieg na 10 km         | Stanislav Ježík                                            | 31:11,2   | 64      |
| Bieg na 10 km         | Martin Bajčičák                                            | 31:29,0   | 67      |
| Bieg na 10 km         | Ivan Hudač                                                 | 33:41,9   | 85      |
| Bieg na 30 km         | Ivan Bátory                                                | 1:40:47,8 | 26      |
| Bieg na 30 km         | Martin Bajčičák                                            | 1:40:52,5 | 28      |
| Bieg na 30 km         | Stanislav Ježík                                            | 1:44:01,0 | 46      |
| Bieg na 30 km         | Ivan Hudač                                                 | 1:50:11,6 | 59      |
| Bieg na 50 km         | Ivan Bátory                                                | 2:13:54,5 | 19      |
| Bieg na 50 km         | Ivan Hudač                                                 | DNF       | DNF     |
| Bieg na 50 km         | Martin Bajčičák                                            | DNF       | DNF     |
| Bieg łączony 10+15 km | Ivan Bátory                                                | 44:18,2   | 33      |
| Bieg łączony 10+15 km | Martin Bajčičák                                            | 44:54,6   | 38      |
| Bieg łączony 10+15 km | Stanislav Ježík                                            | 48:30,3   | 57      |
| Bieg łączony 10+15 km | Ivan Hudač                                                 | 50:14,7   | 64      |
| Sztafeta 4 × 10 km    | Ivan Bátory Martin Bajčičák Andrej Páricka Stanislav Ježík | 1:44:31,6 | 11      |

### Kobiety
- Jaroslava Bukvajová
- Alžbeta Havrančíková

| Konkurencja          | Zawodniczka          | Czas      | Miejsce |
| -------------------- | -------------------- | --------- | ------- |
| Bieg na 5 km         | Jaroslava Bukvajová  | 18:39,7   | 16      |
| Bieg na 5 km         | Alžbeta Havrančíková | 19:48,5   | 58      |
| Bieg na 15 km        | Jaroslava Bukvajová  | 49:02,0   | 10      |
| Bieg na 30 km        | Jaroslava Bukvajová  | 1:28:21,0 | 15      |
| Bieg na 30 km        | Alžbeta Havrančíková | 1:30:38,6 | 25      |
| Bieg łączony 5+10 km | Jaroslava Bukvajová  | 30:34,5   | 18      |
| Bieg łączony 5+10 km | Alžbeta Havrančíková | 32:21,3   | 40      |

## Hokej na lodzie

### Turniej mężczyzn
- Skład

| - Peter Bondra - Zdeněk Cíger - Jozef Daňo - Ivan Droppa - Oto Haščák - Branislav Jánoš - Stanislav Jasečko | - Ľubomír Kolník - Roman Kontšek - Miroslav Mosnár - Igor Murín - Ján Pardavý - Róbert Petrovický - Vlastimil Plavucha | - Peter Pucher - Karol Rusznyák - Ľubomír Sekeráš - Roman Stantien - Róbert Švehla - Ján Varholík - Ľubomír Višňovský |

#### Runda kwalifikacyjna – grupa A
Najlepszy zespół (zacieniowany) awansował do I rundy.
| Drużyna    | MR | Z | P | R | GD | GP | RG | Pkt. |
| ---------- | -- | - | - | - | -- | -- | -- | ---- |
| Kazachstan | 3  | 2 | 0 | 1 | 14 | 3  | +7 | 5    |
| Słowacja   | 3  | 1 | 1 | 1 | 9  | 9  | 0  | 3    |
| Włochy     | 3  | 1 | 2 | 0 | 11 | 11 | 0  | 2    |
| Austria    | 3  | 0 | 1 | 2 | 9  | 12 | −3 | 2    |

Słowacka drużyna odpadła w pierwszej fazie rozgrywek i została sklasyfikowana na 10 miejscu.

## Łyżwiarstwo figurowe

### Soliści
| Zawodnik       | Punkty | Miejsce |
| -------------- | ------ | ------- |
| Róbert Kažimír | 13.0   | 26      |

## Saneczkarstwo

### Kobiety
| Zawodniczka       | 1 ślizg | 1 ślizg | 2 ślizg | 2 ślizg | 3 ślizg | 3 ślizg | 4 ślizg | 4 ślizg | Łącznie  | Łącznie |
| Zawodniczka       | Czas    | Miejsce | Czas    | Miejsce | Czas    | Miejsce | Czas    | Miejsce | Czas     | Miejsce |
| ----------------- | ------- | ------- | ------- | ------- | ------- | ------- | ------- | ------- | -------- | ------- |
| Mária Jasenčáková | 52.006  | 12      | 52.336  | 20      | 51.721  | 17      | 51.302  | 14      | 3:27,365 | 15      |

## Skoki narciarskie
| Skocznia | Zawodnik     | I seria   | I seria | I seria | II seria  | II seria | II seria | Łącznie | Łącznie |
| Skocznia | Zawodnik     | Odległość | Punkty  | Miejsce | Odległość | Punkty   | Miejsce  | Punkty  | Miejsce |
| -------- | ------------ | --------- | ------- | ------- | --------- | -------- | -------- | ------- | ------- |
| Normalna | Martin Mesík | 65,0      | 61,0    | 60      | DNQ       | DNQ      | DNQ      | 61,0    | 60      |
| Duża     | Martin Mesík | 112,0     | 101,6   | 26      | 110,5     | 96,4     | 26       | 198,0   | 26      |

## Snowboarding

### Kobiety
| Konkurencja   | Zawodniczka | Czas | Miejsce |
| ------------- | ----------- | ---- | ------- |
| Slalom gigant | Jana Šedová | DNF  | DNF     |